# National Defense Ministry FC
Der Ministry of National Defense Football Club ist ein kambodschanischer Fußballverein aus der Hauptstadt Phnom Penh. Aktuell spielt der Verein in der höchsten Liga des Landes, der Cambodian Premier League. Der Verein ist auch unter dem Namen Tiffy Army bekannt.

## Geschichte
Der Verein wurde 1982 als Royal Cambodian Armed Forces Football Club gegründet und 2008 in Ministry of National Defense Football Club umbenannt.

## Erfolge

### National
- 2008, 2016, 2017 – Cambodian League – 2. Platz
- 2010, 2016, 2018 – Hun Sen Cup – Sieger
- 2013 – Hun Sen Cup – 2. Platz
- 2017 – CNCC Cup – 2. Platz
- 1993, 2003 – Nationwide Cup – Sieger

### International
- 2017 – Asia Clubs Pre Season Championship – Sieger
- 2004 – Asean Army Championship – 4. Platz

## Stadion
Der Verein trägt seine Heimspiele im RCAF Old Stadium in Phnom Penh aus. Das Mehrzweckstadion hat ein Fassungsvermögen von 5500 Zuschauern.
Koordinaten: 11° 35′ 11″ N, 104° 54′ 54,5″ O

## Spieler
Stand: 10. September 2023
| Nr. |            | Position | Name            |
| --- | ---------- | -------- | --------------- |
| 1   | Kambodscha | TW       | Narith Mao      |
| 2   | Kambodscha | AB       | Oem Vinun       |
| 3   | Kambodscha | AB       | Phon Phon       |
| 4   | Kambodscha | AB       | Phumin Yang     |
| 5   | Kambodscha | AB       | Piseth Sor      |
| 6   | Kambodscha | AB       | Som Eng Ouk     |
| 7   | Kambodscha | ST       | Piseth Mao      |
| 8   | Japan      | ST       | Tetsuaki Misawa |
| 9   | Brasilien  | ST       | Lucas Massaro   |
| 10  | Kambodscha | MF       | Sosidan Nhean   |
| 11  | Kambodscha | MF       | Sangha Nat      |
| 14  | Japan      | MF       | Shori Murata    |
| 15  | Kambodscha | AB       | Vatana Suk      |
| 16  | Kambodscha | ST       | Menghour Khieng |
| 17  | Kambodscha | MF       | Nacha Choeun    |

| Nr. |            | Position | Name             |
| --- | ---------- | -------- | ---------------- |
| 18  | Kambodscha | MF       | Kamol Up         |
| 19  | Kambodscha | ST       | Som Oun Im       |
| 20  | Kambodscha | MF       | Filib Tep        |
| 21  | Kambodscha | AB       | Samrach Ros Kong |
| 22  | Kambodscha | TW       | Sereyroth Um     |
| 23  | Thailand   | AB       | Sarayut Sompim   |
| 24  | Kambodscha | MF       | Piseth Sri       |
| 25  | Kambodscha | AB       | Da Thorng        |
| 26  | Kambodscha | MF       | Navin Chea       |
| 28  | Kambodscha | ST       | Surim Ahmath     |
| 30  | Brasilien  | MF       | Caio dos Santos  |
| 31  | Kambodscha | TW       | Dara Pich        |
| 32  | Kambodscha | AB       | Phalla Vorn      |
| 33  | Kambodscha | TW       | Som Sokundara    |
| 92  | Japan      | AB       | Toshiya Takagi   |

## Trainer
| Name            | von            | bis               |
| --------------- | -------------- | ----------------- |
| Hor Sokheng     |                | 31. Mai 2021      |
| Lee Tae-hoon    | 1. Juni 2021   | 17. November 2021 |
| Sokheng Hor     | 1. Januar 2022 | 17. Juli 2023     |
| Sopheaktra Phea | 18. Juli 2023  |                   |

## Beste Torschützen seit 2016
| Saison | Name           | Tore |
| ------ | -------------- | ---- |
| 2016   | Choe Myong-ho  | 19   |
| 2017   | Choe Myong-ho  | 4    |
| 2018   | Reung Bunheing | 14   |
| 2019   | N/A            |      |
| 2020   | Narong Kakada  | 8    |

## Saisonplatzierung

### Liga
| Saison  | Liga             | Level | Platzierung |
| ------- | ---------------- | ----- | ----------- |
| 2008    | Cambodian League | 1     | 2.          |
| 2009    | Cambodian League | 1     | 6.          |
| 2010    | Cambodian League | 1     | 6.          |
| 2011    | Cambodian League | 1     | 4.          |
| 2012    | Cambodian League | 1     | 7.          |
| 2013    | Cambodian League | 1     | 8.          |
| 2014    | Cambodian League | 1     | 9.          |
| 2015    | Cambodian League | 1     | 5.          |
| 2016    | Cambodian League | 1     | 2.          |
| 2017    | Cambodian League | 1     | 4.          |
| 2018    | Cambodian League | 1     | 4.          |
| 2019    | Cambodian League | 1     | 7.          |
| 2020    | Cambodian League | 1     | 4.          |
| 2021    | Cambodian League | 1     | 7.          |
| 2022    | Cambodian League | 1     | 6.          |
| 2023/24 | Cambodian League | 1     | 5.          |
| 2024/25 | Cambodian League | 1     | 8.          |

### Hun Sen Cup
| Saison  | Platzierung     |
| ------- | --------------- |
| 2010    | Sieger          |
| 2011    | 4. Platz        |
| 2012    | Viertelfinale   |
| 2013    | 2. Platz        |
| 2014    | Viertelfinale   |
| 2015    | Gruppenphase    |
| 2016    | Sieger          |
| 2017    | Viertelfinale   |
| 2018    | Sieger          |
| 2019    | Viertelfinale   |
| 2020    | Keine Teilnahme |
| 2021    | Achtelfinale    |
| 2022    | Viertelfinale   |
| 2023/24 | Achtelfinale    |
| 2024/25 |                 |

## National Defense Ministry FC B
Der National Defense Ministry Football Club B ist die zweite Mannschaft des Erstligisten National Defense Ministry FC. Die Saison 2023/24 spielte die B-Mannschaft in der zweiten Liga, der Cambodian League 2. Hier belegte sie einen dritten Tabellenplatz.

### Saisonplatzierung
| Saison  | Liga               | Level | Platzierung |
| ------- | ------------------ | ----- | ----------- |
| 2023/24 | Cambodian League 2 | 2     | 3.          |